# St.-Gallus-Kapelle (Wittenhofen)

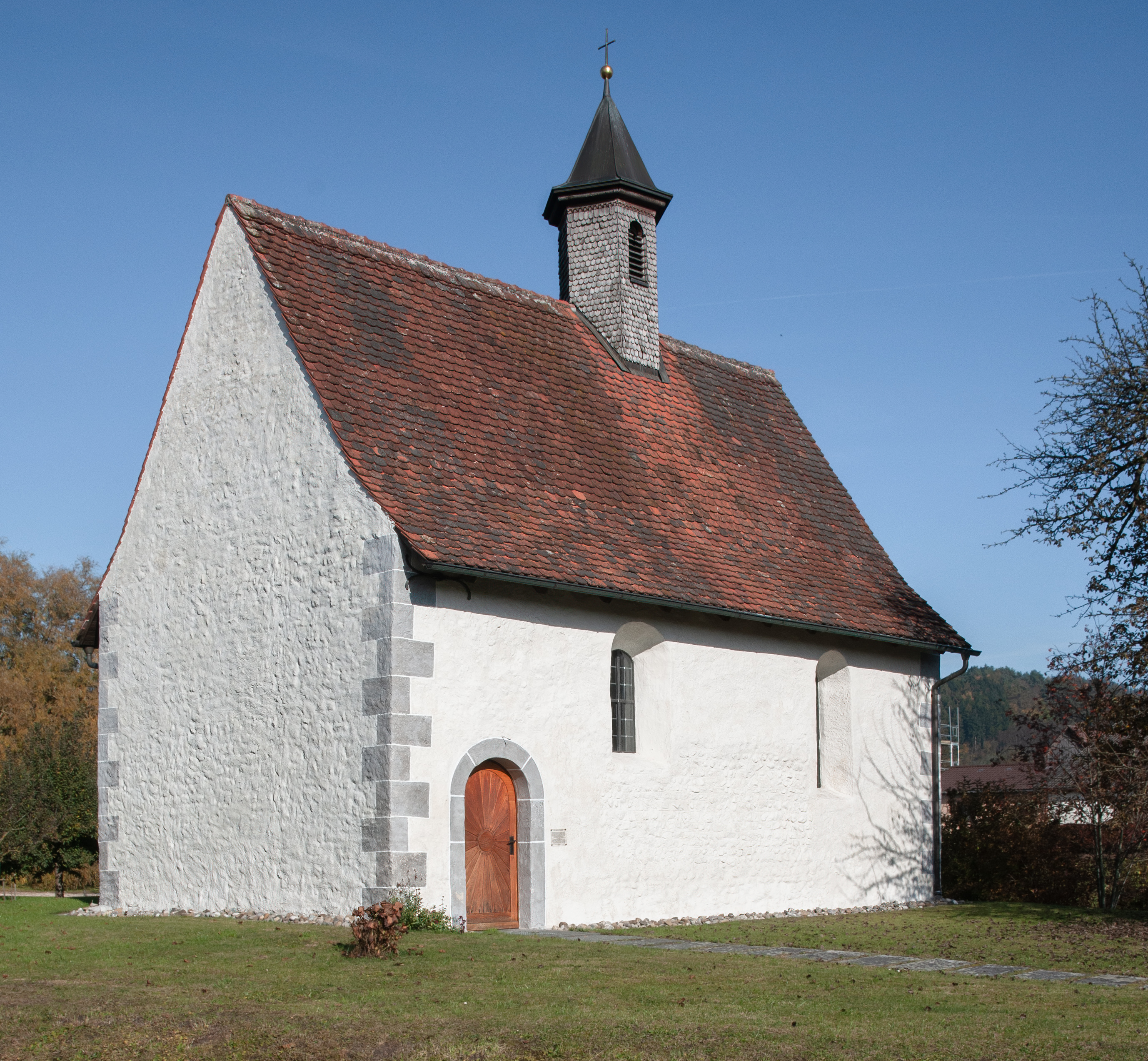
St.-Gallus-Kapelle in Wittenhofen

Die römisch-katholische St.-Gallus-Kapelle steht in Wittenhofen, einem Teilort der Gemeinde Deggenhausertal im Bodenseekreis in Baden-Württemberg. Sie gehört zur Diözese Rottenburg-Stuttgart. Das Bauwerk ist beim Landesamt für Denkmalpflege Baden-Württemberg als Baudenkmal eingetragen.

## Beschreibung
Die romanische Kapelle besteht lediglich aus einem Langhaus, aus dessen Satteldach sich ein sechseckiger, verschindelter Dachreiter erhebt, der den Glockenstuhl mit einer Kirchenglocke von 1740 beherbergt, und der mit einem Zeltdach bedeckt ist.
Der Innenraum ist mit einer Kassettendecke überspannt. Der Altar wurde Ende des 17. Jahrhunderts gebaut. Auf dem Altarretabel ist die Taufe der Tochter von Gunzo dargestellt.